# Quota Imperiali
La quota Imperiali o quocient Imperiali és una fórmula que s'utilitza als sistemes de representació proporcional que permet determinar el nombre de vots necessaris per a obtenir un escó. Difereix però del mètode Imperiali. Aquesta es deu al polític i marquès belga, Pierre Imperiali, i s'aplicà el mètode per primera vegada el 1921 a les eleccions comunals de Bèlgica. El sistema de quota fou vigent a les eleccions italianes entre 1956 i 1991. A partir de 2004 també es feu servir a l'Equador després que el Consell Nacional Electoral (en aquell moment, Tribunal Suprem Electoral) apliqués la mesura avalada pel Tribunal Constitucional de l'Equador. A l'abril del 2021 es feu servir al Parlament de Catalunya per a designar els 8 senadors que han d'anar a la cambra alta espanyola, fent així obstacle a l'extrema dreta, en comptes de la regla D'Hondt modificada o de restes majors habitual.

## Funcionament
Si s'elegeixen {\displaystyle n} escons per a un cos col·legiat, i s'emeten {\displaystyle m} vots vàlids, s'estableix un quocient {\displaystyle q}, el qual servirà per a repartir els vots. Aquest quocient es calcula mitjançant la fórmula:
{\displaystyle q={\frac {m}{n+2}}.}
amb {\displaystyle q} aproximat al nombre sencer més proper.
Si la {\displaystyle i}-èsima llista de {\displaystyle I} llistes inscrites obté {\displaystyle m_{i}} vots, aquesta llista tindrá {\displaystyle e_{i}} escons per quocient i {\displaystyle r_{i}} vots per residu mitjançant la fórmula: {\displaystyle m_{i}=qe_{i}+r_{i}}.
{\displaystyle e_{i}=\left\lfloor {\frac {m_{i}}{q}}\right\rfloor ,r_{i}=m_{i}-qe_{i}}